# 本村信吾
本村 信吾（もとむら しんご、1963年8月3日 - ）は、宮崎県小林市出身の元プロ野球選手（外野手）、野球指導者。

## 経歴
都城高から熊本鉄道管理局を経て、1986年のプロ野球ドラフト会議で中日ドラゴンズから6位指名を受け入団。
1988年11月、片岡光宏・斎藤浩行との2対2トレードで片平哲也と共に広島東洋カープに移籍し、翌1989年には一軍初出場を果たした。
1990年6月には、西清孝・松井隆昌との2対2トレードで榊原聡一郎と共に福岡ダイエーホークスに移籍し、外野の守備固めを中心に自己最高の38試合に出場したが、1991年12月に同球団のドラフト10人指名の余波を受け大塚賢一、山田武史とともに保留選手名簿に記載されたにもかかわらず解雇通告を受け退団した。本村は連盟に提訴し参稼報酬同額の補償裁定（1991年の年俸と同額）を勝ち取り、同じく山田は参稼報酬の9割相当額（1991年の年俸の9割）で和解が成立しているが、大塚は現役続行を希望し広島東洋カープのテストを受け合格し入団した。
上記の経緯から現役を引退した後は、昭和コンクリート工業に勤務。その一方で、宮崎県の社会人野球・クラブチームの宮崎ゴールデンゴールズにおいて、チームの発足から8年間にわたってコーチを務めた。
2014年から、宮崎県の社会人野球・企業チームの宮崎梅田学園のコーチに就任。ボーイズリーグに加盟する「小林ボーイズ」の監督も務めている。
2021年限りで宮崎梅田学園のコーチを退任した。
2024年7月5日に、九州アジアリーグの宮崎サンシャインズでヘッドコーチに就任したことが発表された。シーズン終了後の11月7日に監督就任が発表された。

## 詳細情報

### 年度別打撃成績
| 年 度     | 球 団     | 試 合 | 打 席 | 打 数 | 得 点 | 安 打 | 二 塁 打 | 三 塁 打 | 本 塁 打 | 塁 打 | 打 点 | 盗 塁 | 盗 塁 死 | 犠 打 | 犠 飛 | 四 球 | 敬 遠 | 死 球 | 三 振 | 併 殺 打 | 打 率 | 出 塁 率 | 長 打 率 | O P S |
| --------- | --------- | ----- | ----- | ----- | ----- | ----- | -------- | -------- | -------- | ----- | ----- | ----- | -------- | ----- | ----- | ----- | ----- | ----- | ----- | -------- | ----- | -------- | -------- | ----- |
| 1989      | 広島      | 15    | 2     | 1     | 3     | 0     | 0        | 0        | 0        | 0     | 0     | 0     | 2        | 0     | 0     | 1     | 0     | 0     | 0     | 0        | .000  | .500     | .000     | .500  |
| 1990      | ダイエー  | 38    | 31    | 27    | 4     | 5     | 1        | 0        | 0        | 6     | 0     | 0     | 0        | 0     | 0     | 4     | 0     | 0     | 6     | 0        | .185  | .290     | .222     | .513  |
| 通算：2年 | 通算：2年 | 53    | 33    | 28    | 7     | 5     | 1        | 0        | 0        | 6     | 0     | 0     | 2        | 0     | 0     | 5     | 0     | 0     | 6     | 0        | .179  | .303     | .214     | .517  |

### 記録
- 初出場：1989年5月21日、対読売ジャイアンツ7回戦（広島市民球場）、達川光男の代走
- 初安打：1990年7月7日、対日本ハムファイターズ11回戦（浜松球場）、9回表、島田直也から二塁打
- 初先発出場：1990年7月22日、対オリックス・ブレーブス18回戦（平和台球場）、7番・左翼手

### 背番号
- 35 （1987年 - 1988年）
- 41 （1989年 - 1990年途中）
- 65 （1990年途中 - 同年終了）
- 49 （1991年）
- 30 （2024年 - ）